# Håkan Andersson (ishockey)
Karl Göran Håkan Pihl Andersson, född 19 februari 1965, är en svensk talangscout inom ishockey och som har varit chef för europeisk talangscouting för den amerikanska ishockeyorganisationen Detroit Red Wings i National Hockey League (NHL) sedan 1990. Under hans ledarskap inom europeisk scouting har Red Wings draftat ishockeyspelare som bland andra Henrik Zetterberg, Pavel Datsiuk, Tomas Holmström, Niklas Kronwall, Johan Franzén, Valtteri Filppula, Gustav Nyquist, Jiří Hudler och Jonathan Ericsson.
2008 utsågs Andersson till en av de 100 mäktigaste personerna inom nordamerikansk ishockey av den anrika ishockeymagasinet The Hockey News. Han har vunnit fyra Stanley Cup med Red Wings för säsongerna 1996–1997, 1997–1998, 2001–2002 och 2007–2008.
Han satt också som ledamot i styrelsen för det svenska ishockeylaget Frölunda HC i Svenska hockeyligan (SHL) 2012–2017.